# Павручей (ручей, впадает в Белое море)
Павручей — ручей в России, протекает по территории Сумпосадского сельского поселения Беломорского района Республики Карелии. Длина ручья — 11 км, площадь водосборного бассейна — 40,4 км².
Ручей берёт начало из болота без названия и далее течёт преимущественно в северном направлении по заболоченной местности.
Ручей в общей сложности имеет девять малых притоков суммарной длиной 14 км.
Главный приток Павручья (левый) — Малый Павручей — впадает в 0,7 км от устья.
Устье реки находится на Поморском берегу Онежской губы Белого моря.
В нижнем течении Павручей пересекает дорогу местного значения 86К-20 («Беломорск — Сумпосад — Вирандозеро — Нюхча»), а также параллельно ей идущую железную дорогу Беломорск — Обозерская.
Населённые пункты на ручье отсутствуют.
Код объекта в государственном водном реестре — 02020001412202000006983.

## Фотографии
|  |  |